# نيكولاس تشوريجيرا
نيكولاس تشوريجيرا (بالإسبانية: Nicolás Churriguera)‏ ‏ (9 ديسمبر 1701 - 10 سبتمبر 1771 ) مهندس معماري من إسبانيا.